# Brinkerhof
Brinkerhof ist ein Ortsteil in der Gemeinde Schalksmühle im Märkischen Kreis im Regierungsbezirk Arnsberg in Nordrhein-Westfalen (Deutschland).

## Lage und Beschreibung
Der Wohnplatz befindet sich am südlichen Ortsrand von Hülscheid und bildet, wie auch das direkt benachbarte Schmermbecke, mit diesem heute einen gemeinsamen geschlossenen Siedlungsbereich, war aber bis in die zweite Hälfte des 20. Jahrhunderts von Hülscheid getrennt und als eigenständige Siedlung wahrnehmbar. Die Ursprungssiedlung befand sich an der gleichnamigen Straße Brinkerhof.
Weitere Nachbarorte auf dem Schalksmühler Gemeindegebiet sind Altenhülscheid, Ramsloh, Westhöhe, Spormecke, Siepen, Berkey, Mummeshohl, Davidshöhe, Felde, Mesewinkel, Eichholz, Heedfeld, Lauenscheidermühle und die Wüstung Hilmecke.

## Geschichte
Brinkerhof entstand erst in der zweiten Hälfte des 19. Jahrhunderts und war Teil der Gemeinde Hülscheid im Amt Lüdenscheid im Kreis Altena. Ab der Preußischen Neuaufnahme von 1892 ist der Ort auf Messtischblättern der TK25 als Brinkerhof verzeichnet.
Die Gemeinde- und Gutbezirksstatistik der Provinz Westfalen führt 1871 den Ort als Kotten unter dem Namen Brinkerhof mit zwei Wohnhäusern und 13 Einwohnern auf.  Das Gemeindelexikon für die Provinz Westfalen gibt 1885 für Brinkerhof eine Zahl von zwölf Einwohnern an, die in einem Wohnhaus lebten. 1895 besitzt der Ort ebenfalls ein Wohnhaus mit neun Einwohnern, 1905 werden ein Wohnhaus und sechs Einwohner angegeben.
1969 wurden die Gemeinden Hülscheid und Schalksmühle zur amtsfreien Großgemeinde (Einheitsgemeinde) Schalksmühle im Kreis Altena zusammengeschlossen und Brinkerhof gehört seitdem politisch zu Schalksmühle, das 1975 auf Grund des Sauerland/Paderborn-Gesetzes Teil des neu geschaffenen Märkischen Kreises wurde.
In der zweiten Hälfte des 20. Jahrhunderts weitete sich die Hülscheider Wohnbebauung nach Süden aus und erreichte den Wohnplatz, so das Brinkerhof heute als Ortslage von Hülscheid zählt.